# 4033 Yatsugatake
A 4033 Yatsugatake (ideiglenes jelöléssel 1986 FA) a Naprendszer kisbolygóövében található aszteroida. Inoue Maszaru és Muramacu Oszamu fedezte fel 1986. március 16-án.